# 皮佐科山
46°06′56″N 12°02′01″E / 46.11556°N 12.03361°E

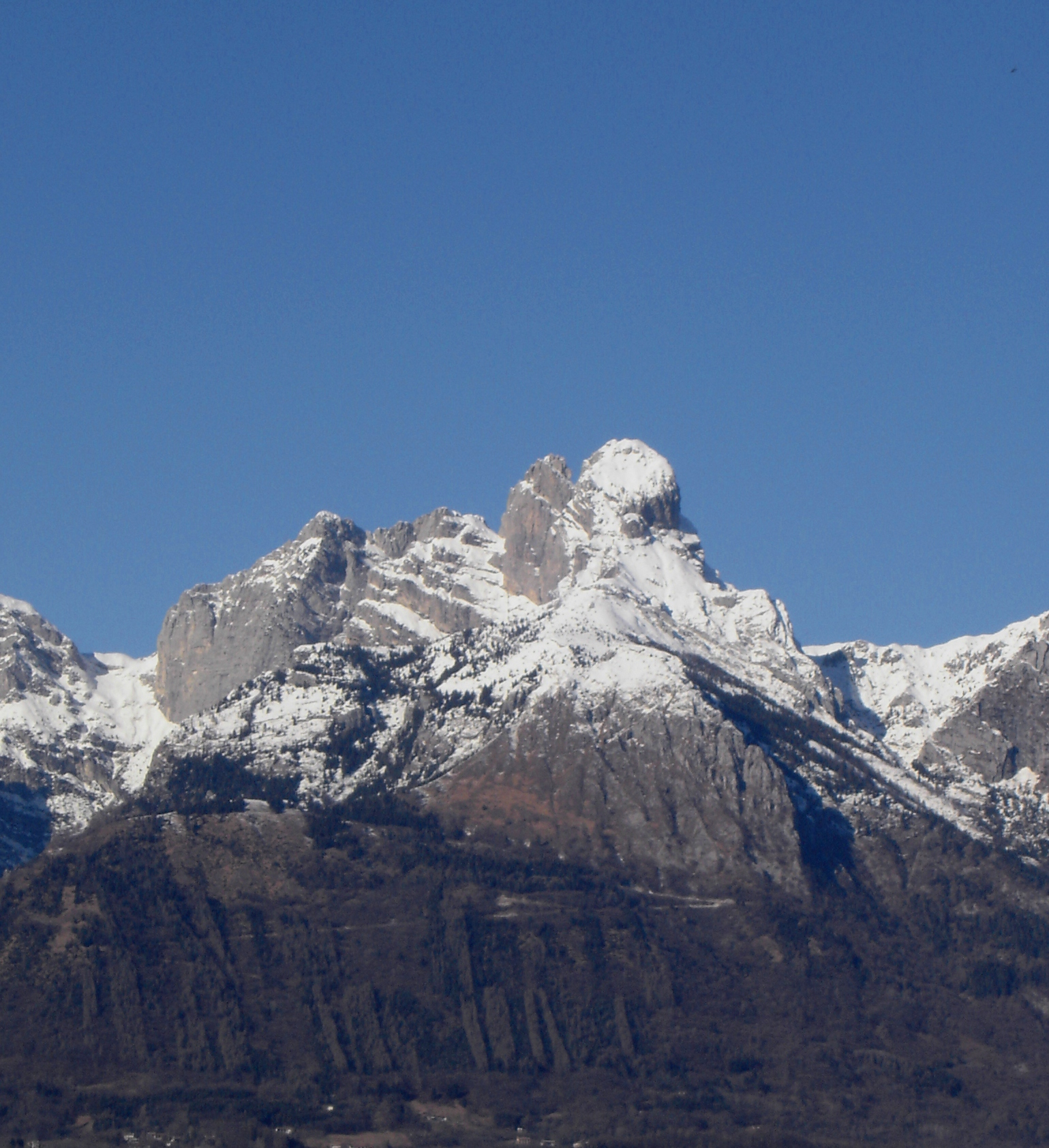

皮佐科山（義大利語：Pizzocco），是意大利的山峰，位於該國東北部，由威尼托大區負責管轄，屬於多洛米蒂山的一部分，海拔高度2,187米，每年平均降雨量1,805毫米。